# タルボ (自動車メーカー)
タルボまたはタルボット（Talbot、発音はフランス語がタルボ、英語がタルボット）は、かつて存在したイギリスおよびフランスの自動車ブランドである。
イギリスが発祥だがその歴史はフランスとの関わりも強く、現在タルボ・ブランドを所有しているのもグループPSAの後身であるステランティスN.V.である。

## 歴史

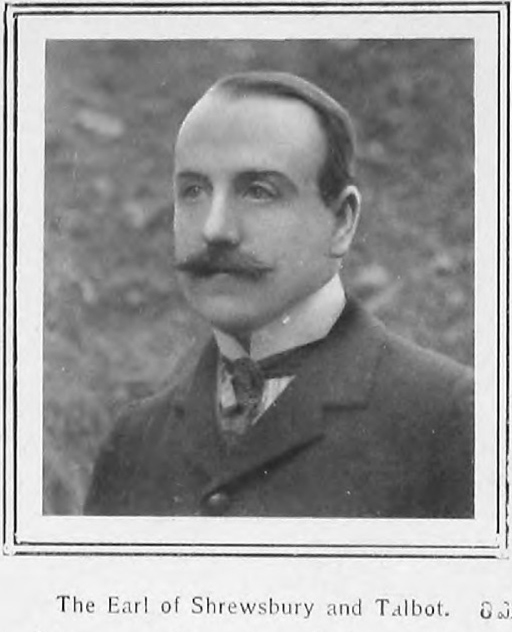
サー・チャールズ・タルボット。

フランスのクレメント・バイヤード製の自動車を輸入販売する企業として、1903年にサー・チャールズ・タルボットの出資により設立された。1905年にはフランスから完成車を輸入して「クレメント・タルボ」ブランドで販売するとともに、部品を輸入してロンドンのノースケンジントンの工場で組み立てタルボブランドでの販売を開始した。1906年から1910年にかけて月産50 - 60台を生産した。第一次世界大戦中には救急車を製造した。
フランス・メジエールの工場とロンドンの工場は別々に生産および販売を行っていたが、1919年にイギリス資本でパリに本拠を置くダラック（Darracq ）によって買収され、ダラックが製造した自動車を「タルボ・ダラック」ブランドで販売した。後年、ダラックはSTDモーターズ（STD Motors、サンビーム、タルボ、ダラックの頭文字に由来）コングロマリットに再編された。
1916年にはスイス生まれのエンジニアであるジョルジュ・ローシュが設計主任になり、1920年代前半には14/45hpやタルボ105といった傑作が生み出され、1930年代にはローシュが設計したレーサーがレースで活躍した。
1934年にSTDモーターズが破綻すると、イギリスのクレメント・タルボはルーツ・グループが買収した。一方、フランスの工場は実業家のアンソニー・ラーゴ（Anthony Lago ）が買い取った。

### ルーツ傘下（イギリス）
ルーツ・グループによる買収後、1938年にサンビームとタルボは統合され「サンビーム・タルボ」ブランドとなった。第二次世界大戦中は生産が中止されたものの、1946年に再開された。
ルーツ傘下でのタルボブランドは1955年に廃止され、サンビームだけが1967年のクライスラーによるルーツの買収まで存続した。

### タルボ・ラーゴ、シムカ（フランス）

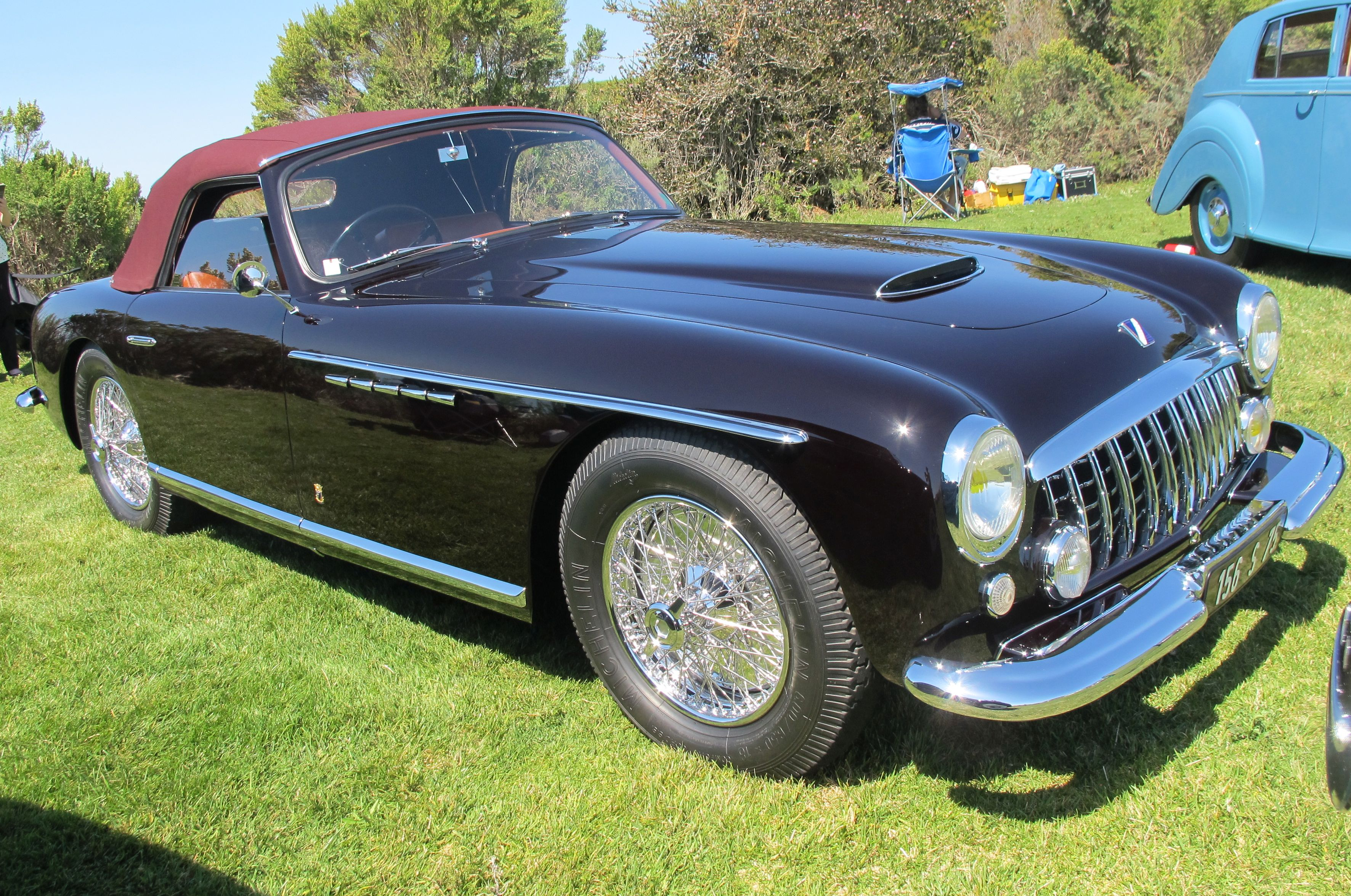
タルボ・ラーゴ・T26

アンソニー・ラーゴによって買い取られたフランスの工場は「タルボ・ラーゴ」ブランドとなり、1959年にはシムカに買収され、1960年まで存続した。

### クライスラー傘下
1967年、ルーツ・グループとシムカはクライスラーに買収され、同社の欧州部門「クライスラー・ヨーロッパ」の一部となった。英仏双方でタルボのブランドに縁のあった会社が、クライスラーのもとで同一グループに属することとなった。ただし、この時代にタルボブランドが使われることはなかった。

### PSA・プジョーシトロエン傘下

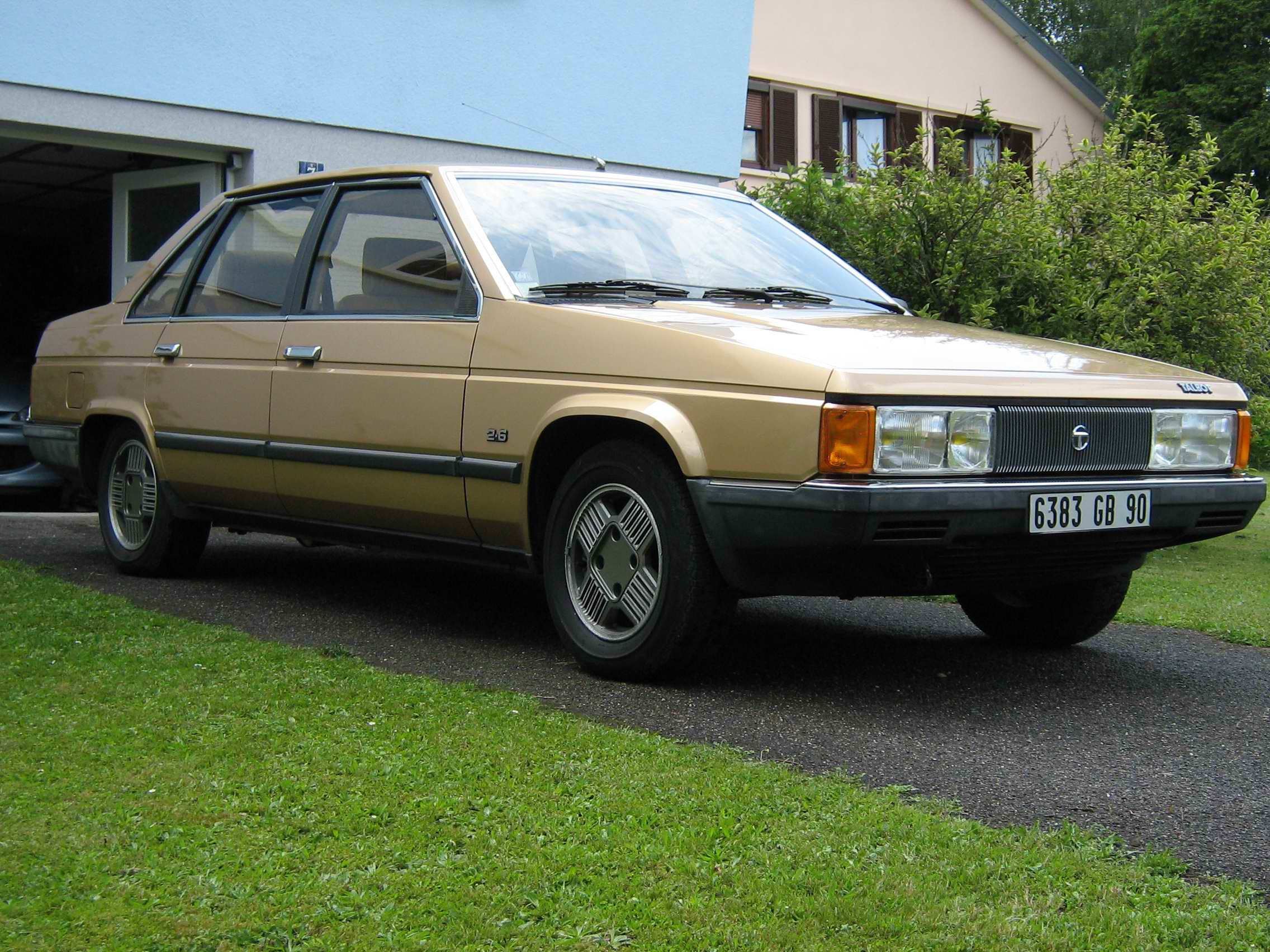
タルボ・タゴーラ

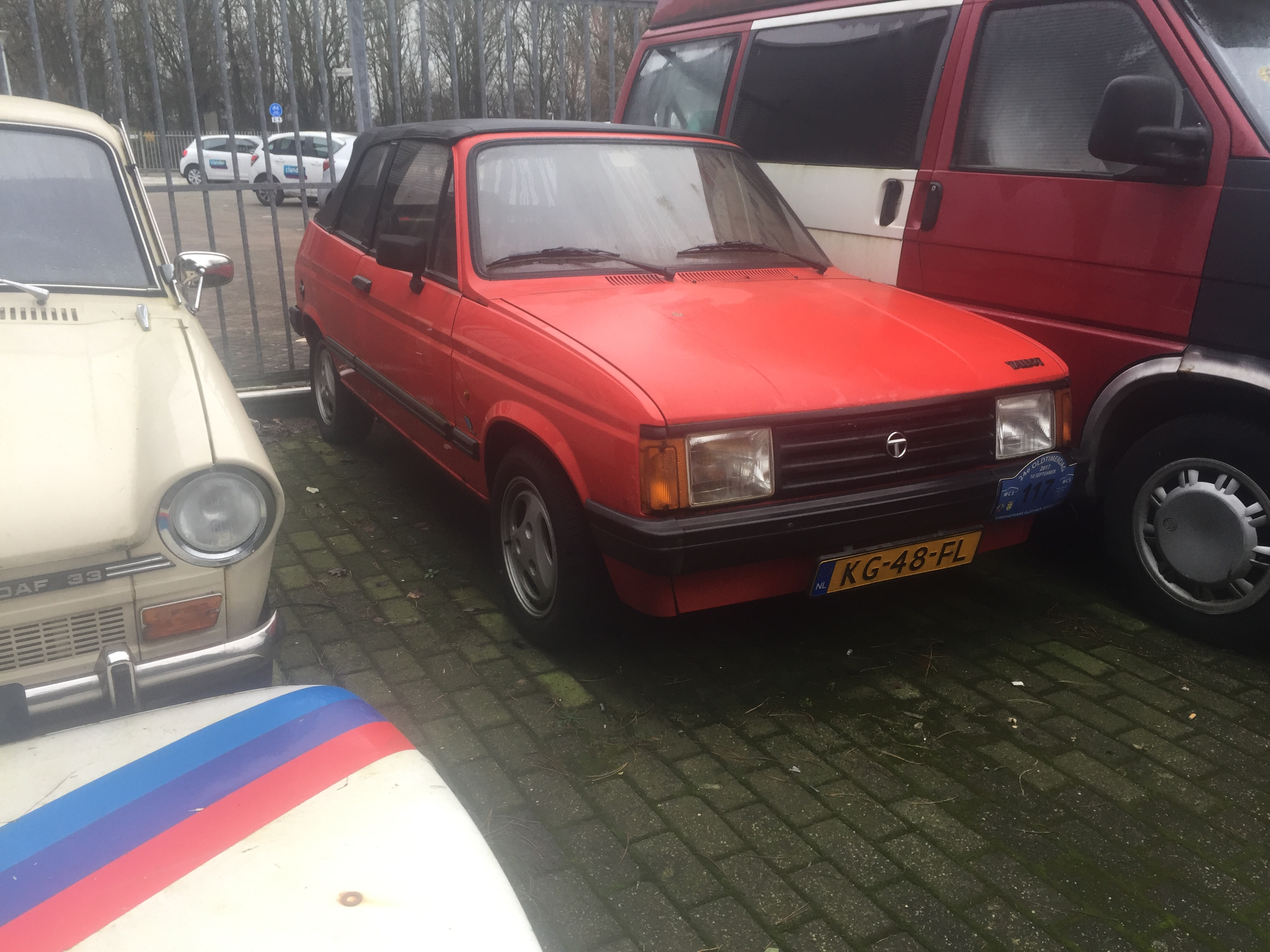
タルボ・サンバ・カブリオレは、日本に輸入された唯一のタルボだった。

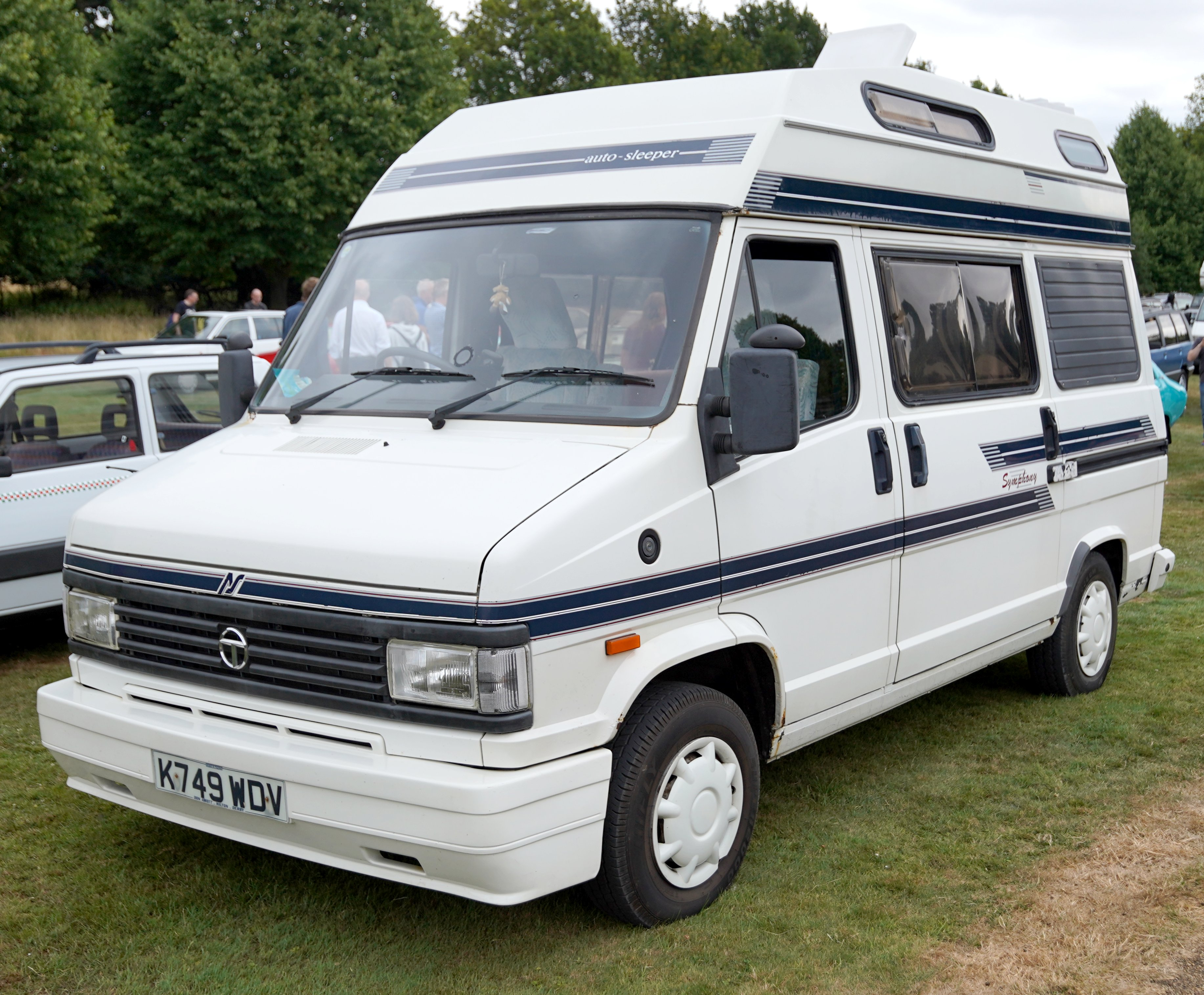
タルボ・エクスプレス

1978年にクライスラー・ヨーロッパはフランスのPSA・プジョーシトロエンに売却される。それまでのクライスラー、ルーツ、シムカブランドの製品にリバッジするためにタルボブランドが復活し、イギリスでは1979年8月1日にクライスラーブランドの製品に一斉にタルボブランドがつけられた。
ルーツで開発され最後まで販売された製品はヒルマン・アベンジャー（Avenger ）で、ヒルマン→クライスラー→タルボとブランド名を変えながら1981年末まで生産された。1981年には小型ハッチバック車、タルボ・サンビームの生産も終了した。
1980年にタルボブランド初の新型車としてタルボ・ソラーラが登場するが、これは以前から存在したハッチバック車タルボ・1510（シムカ・1307/1308）を3ボックスセダン化したものであった。
1981年には中型車タルボ・タゴーラ（Tagora ）の生産を開始するが、イギリスでもフランスでも人気が出ず、1983年に生産を終了する。
1982年にエントリーレベルを担う3ドアハッチバックタルボ・サンバ（Samba ）が登場、これがPSA傘下のタルボブランドとして最後に登場した車となった。
1984年末、英国ではアルパイン・ハッチバックとソラーラ・サルーンはミンクス（Minx ）とレイピア（Rapier ）にリバッジされた。それらの名前はルーツ時代のヒルマン・ミンクスとサンビーム・レイピアから採った。これらは1986年まで生産された。
1985年に登場したプジョー・309は、当初「タルボ・アリゾナ」として売り出す計画であったが、タルボブランドそのものの廃止が決定したため撤回された。
1986年までにすべての乗用車が生産終了になったが、パネルバンの商用車であるタルボ・エクスプレスだけは1992年まで生産され、ここでタルボブランドは終焉を迎えた。
2008年にPSAは、ルノーがダチア・ロガンを導入したような低価格市場向けのブランドネームとして、タルボブランドの復活を検討していた。

## 車種
- タルボ・1510/アルパイン（シムカ・1307/1308、クライスラー・アルパインのリバッジ）
- タルボ・ソラーラ
- タルボ・タゴーラ
- タルボ・サンバ
- タルボ・エクスプレス
- タルボ・アヴェンジャー（ヒルマン・アベンジャーのリバッジ）
- タルボ・サンビーム（クライスラー・サンビームのリバッジ）
- タルボ・ホライゾン（クライスラー・ホライゾンのリバッジ）
- タルボ・1100（シムカ・1100のリバッジ）
- タルボ・1609/1610/2リッター（クライスラー・160/180/2リッターのリバッジ）
- タルボ・マトラ・バゲーラ（マトラ・シムカ・バゲーラのリバッジ）
- タルボ・マトラ・ムレーナ
- タルボ・マトラ・ランチョ（マトラ・シムカ・ランチョのリバッジ）

## モータースポーツ

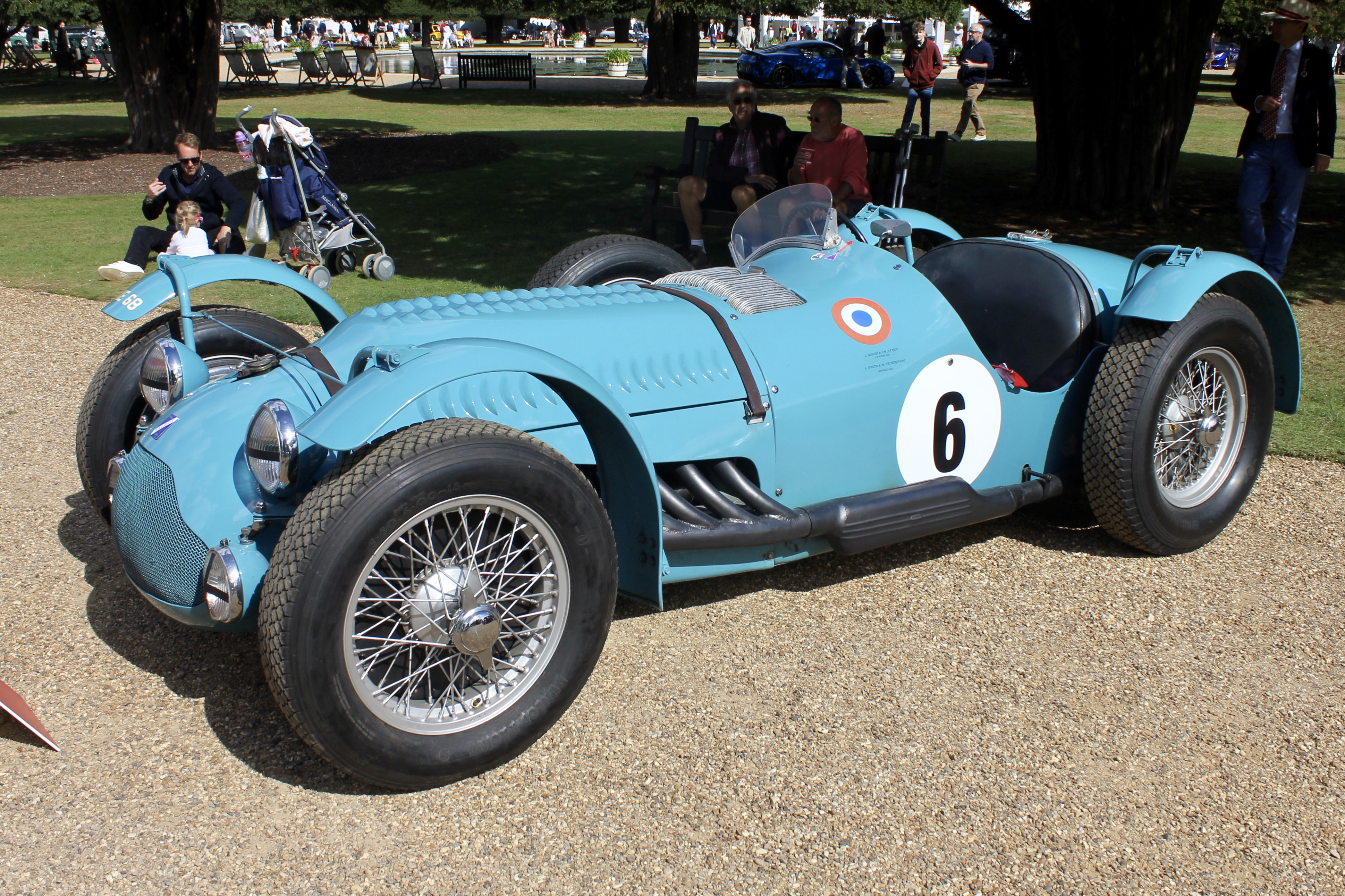
タルボ・ラーゴ・T26GS

1950年のル・マン24時間レースでタルボ・ラーゴ・T26GSを操縦するルイ・ロジェ/ジャン=ルイス・ロジェが優勝した。これはル・マンの歴史上唯一、親子での優勝だった。

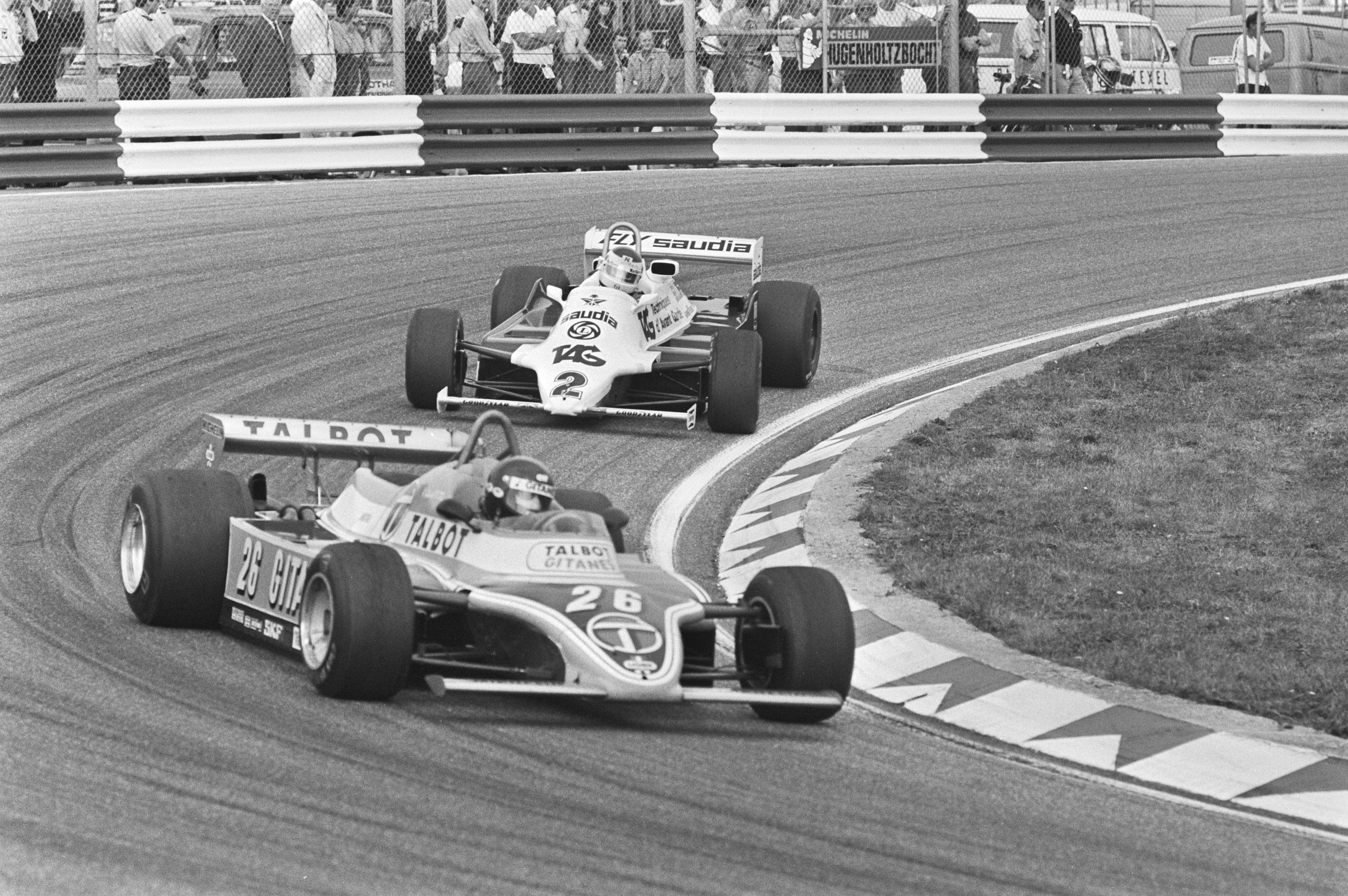

1981年から1982年まで、タルボはF1チームのリジェを支援していた。エンジンは子会社のマトラが開発したマトラ・スポール・V12エンジンが供給された。エントリー名も(エキップ・タルボ・ジタン)に改名された。リジェは1979年、1980年まで使用していたコスワースDFVエンジンから1978年以来、マトラV12エンジンに再び切り替えた。1981年はジャック・ラフィットが2勝し、ランキング4位で入賞したが、翌年の1982年、新車リジェ・JS19の斬新なグラウンド・エフェクト構造が失敗に終わり、ラスベガスグランプリでの3位表彰台だけにとどまり、ランキング8位に終わっている。この年を最後にリジェはタルボとの契約を解除、最後にマトラV12エンジンを使用した年となった。